# 桂梅枝 (4代目)
四代目 桂 梅枝（かつら ばいし、1959年6月21日 - ）は、落語家。大阪府大阪市城東区出身、札幌市在住。吉本興業所属、上方落語協会会員（ - 2025年3月）。本名∶小出 良司。出囃子は『猩々』。

## 来歴・人物
関西大倉高等学校卒業。
1978年10月11日、三代目桂小文枝（後の五代目桂文枝）に11番弟子として入門。
1980年代に「MBSヤングタウン」（土曜日）、「プロポーズ大作戦」、「ヤングおー!おー!」、「ノンストップゲーム」などに出演。愛嬌のある顔で、関西ではアイドル的人気を獲得する。
1991年、喘息の子供の転地療養のために北海道札幌市へ移住。それをきっかけにして1994年に札幌吉本が設立される。テレビ北海道にて「桂小つぶのつぶよりモーニング」のMCを務め、北海道でも人気を博した。
1996年8月、桂小つぶ改メ二代目桂枝光を襲名。五代目文枝の十八番「紙屑屋」「立ち切れ線香」を唯一継承している弟子である。
「落語文化不毛の地」と呼ばれた北海道において、2005年5月に平成開進亭を立ち上げ活動している。
2024年1月31日、同年秋より桂三風改メ五代目桂慶枝とともに、自身は四代目桂梅枝を襲名することを発表した。
2024年9月、四代目桂梅枝を襲名した。

## 略歴

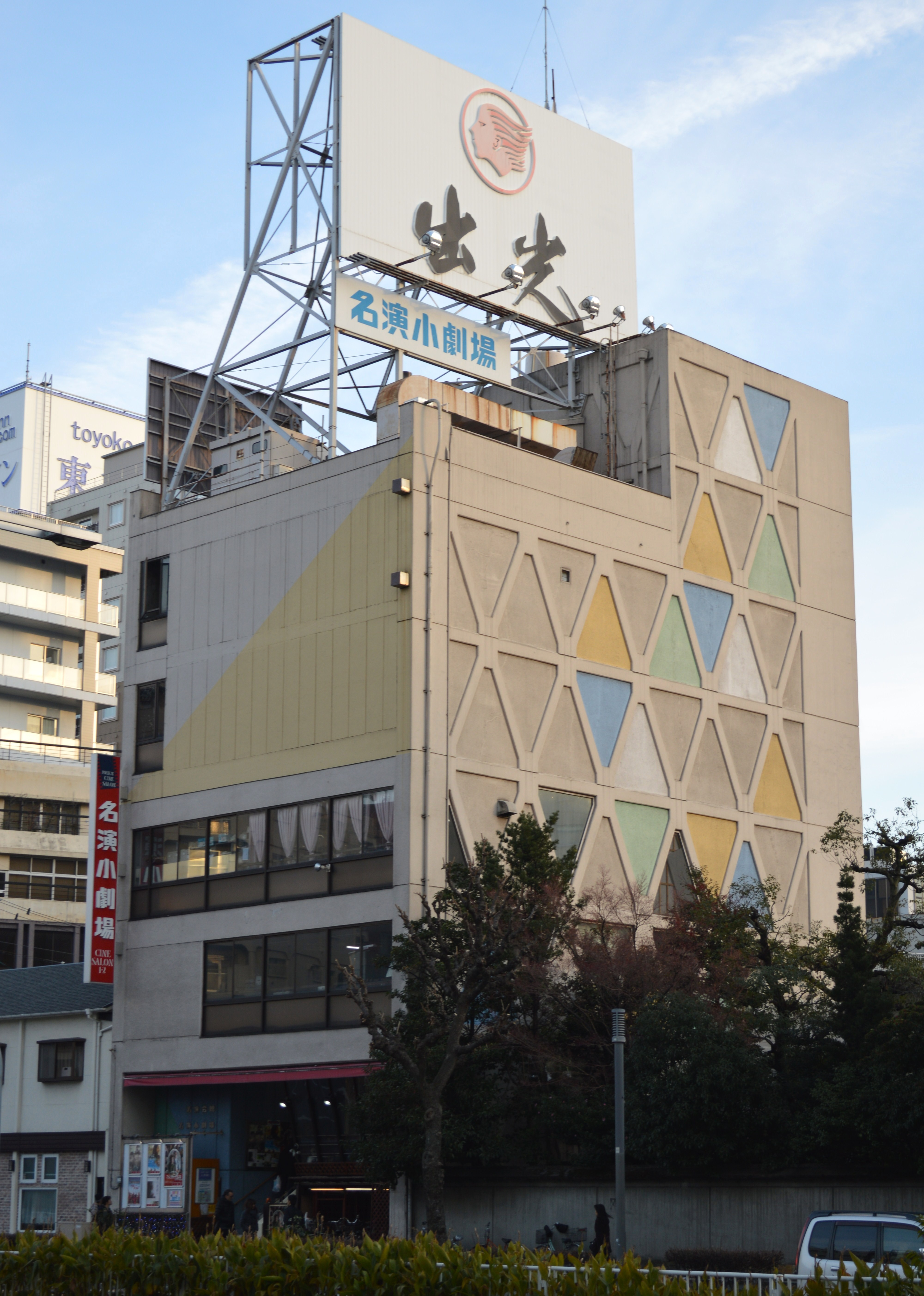
「桂小つぶ」として初舞台を踏んだ名演小劇場（名演会館4階）

- 1978年10月11日 桂文枝の11番弟子として入門。高座名は桂小つぶ。
- 1979年 名古屋名演会館で初舞台。
- 1991年 北海道に移住。
- 1996年8月8日 二代目桂枝光を襲名。
- 2002年 「道民健康大使」に就任。
- 2005年 「平成開進亭」主宰。毎月開催。
- 2006年7月 「『湯けむりラーメン団』大使」に就任。
- 2024年9月27日 四代目桂梅枝を襲名。

## 不祥事
「四代目梅枝襲名披露興行」を行っていた最中の2025年2月26日、酒気帯び運転の疑いで北海道警中央署に逮捕された。駐車場から出た後に、交差点で右折待ちの車に衝突した。「代行に電話したが待てずに、駐車場から車を出すのに運転した」と容疑を認め、所属する吉本興業はホームページで「関係者の皆さま、ファンの皆さまに深くおわびします」とコメントを出した。翌27日に釈放されたが、この不祥事により同時襲名の五代目桂慶枝と共に全国で開催中だった「襲名披露公演」のうち、3月1日以降の公演はすべて中止となった。その後、5月13日に札幌区検察庁に略式起訴された。
この件により、所属する上方落語協会では除名処分などを含めた対応を検討していたが本人より退会の申し出があったため3月14日付で協会を退会することとなり、協会サイトに告知が掲載された。

## 出演

### 映画
- 制覇（1982年、東映）田所範夫 役

### 過去に出演した番組
- 「ヤングおー!おー!」（毎日放送テレビ）
- 「プロポーズ大作戦」（ABCテレビ）
- 「ノンストップゲーム」（関西テレビ）
- 「MBSヤングタウン土曜日」（毎日放送ラジオ）[2]
- 「おっと!モモンガ（ラジオ大阪）
- 「OBC歌謡ベスト10」（ラジオ大阪）[2]
- 「桂小つぶのつぶよりモーニング」（テレビ北海道）
- 「ガチャまるサタデー」（FMいるか）
- 「サタデービートボックス」（FMいるか）

## 著書
- 『お笑い屯田兵 ただ今奮闘中』（北海道新聞社、1996年8月、ISBN 4-89363-118-7）
- 『ちりとてちんの味わい方　桂枝光の落語案内 1』（土肥寿郎と共著、寿郎社、2007年9月、ISBN 978-4-902269-22-2
- 『愛宕山の登り方　桂枝光の落語案内 2』（土肥寿郎と共著、寿郎社、2008年7月、ISBN 978-4-902269-27-7)